# Ferdinand de Savoie
Ferdinand Marie Albert Amédée Philibert Vincent de Savoie (Florence, 15 novembre 1822 - Turin, 10 février 1855), est le premier duc de Gênes en 1831, donnant naissance à la branche des Savoie-Gênes.

## Biographie
Ferdinand Marie Albert Amédée Philibert Vincent de Savoie naît le 15 novembre 1822, à Florence. Il est le fils de Charles-Albert et de Marie-Thérèse de Toscane.
Ferdinand de Savoie épouse à Dresde, en Allemagne, le 22 avril 1850 la princesse Élisabeth de Saxe (4 février 1830 - 14 août 1912), fille du roi Jean Ier de Saxe.
De leur mariage naissent :
- Marguerite Marie Thérèse Jeanne (Magherita Maria Teresa Giovanna), reine d'Italie (1851-1926)
- Thomas de Savoie-Gênes (1854-1931) (Tommaso Alberto Vittorio), duc de Gênes (1855-1931)

Le 10 juillet 1848, Ferdinand est élu roi de Sicile par le gouvernement sécessionniste à la suite de la révolution indépendantiste. Il renonce au trône pour ne pas offenser le souverain légitime Ferdinand II des Deux-Siciles lequel a abandonné ses alliés italiens au cours de la première guerre d'indépendance italienne et signé une paix séparée avec l'Autriche.
Il meurt le 10 février 1855, à Turin. Son fils Thomas lui succède.